# The Fortnightly Review
The Fortnightly Review (trad. La Revista Quincenal) fue una de las revistas más importantes e influyentes en la Inglaterra del siglo XIX. Fue fundada en 1865 por Anthony Trollope, Frederic Harrison, Edward Spencer Beesly, y otras seis personas, con una inversión de 9.000 libras esterlinas; el primer número apareció el 15 de mayo de 1865. George Henry Lewes, pareja de la escritora George Eliot, fue su primer editor; a este le siguió John Morley.

## Historia
El objetivo de esta publicación fue ofrecer una plataforma para un amplio abanico de ideas, en reacción al periodismo altamente partidista de su día. De hecho, al anunciar el primer número de la revista en la Saturday Review del 13 de mayo de 1865, G. H. Lewes escribió: «El objeto de THE FORTNIGHTLY REVIEW es convertirse en un órgano de expresión imparcial para muchos y diversos intelectuales sobre temas de interés general en Política, Literatura, Filosofía, Ciencia y Arte». Pero en aquel tiempo la salud de Lewes se resintió y fue reemplazado por John Morley, de 28 años de edad, con lo que pronto la Fortnightly se dio a conocer como una revista comprometida y liberal por propio derecho. Fue una de las primeras publicaciones en reflejar el nombre de los autores de los artículos, en un momento en que estos solían aparecían de forma anónima o bajo seudónimo. Como era de esperar por su nombre (fortnightly: quincenal), salía cada dos semanas durante el primer año, a dos chelines el ejemplar, pero se publicó mensualmente a partir del segundo año. John Sutherland la llamó «la Revue des deux mondes inglesa», en referencia a una famosa revista francesa contemporánea, y señaló que «alcanzaba un nivel superior al de otras revistas inglesas de su clase».
La Fortnightly prosperó mucho bajo la dirección de John Morley, aumentando sus ventas hasta los 2.500 ejemplares hacia 1872. Morley, que era de ideología liberal, publicó diversos artículos que favorecían la reforma en el ámbito académico, y también sobre relaciones laborales, la emancipación femenina y la religión. Una gran cantidad de figuras literarias famosas y en ciernes de serlo aparecieron en sus páginas. Se publicaron en forma de serial tres novelas de Anthony Trollope y dos de George Meredith. La primera novela por entregas en la revista fue la de Trollope: The Belton Estate, desde el 15 de mayo de 1865 hasta el 1 de enero de 1866. También de Trollope se publicaron por primera vez The Eustace Diamonds y la radical Lady Anna. La Fortnightly también publicó la poesía de Algernon Charles Swinburne, Dante Gabriel Rossetti y William Morris. 
Morley cayó en desgracia con los editores más conservadores de la revista y fue reemplazado por T.H.S. Escott, en 1882. El nuevo editor publicó artículos políticos de todo el espectro en una vuelta a la línea original de la revista. La mala salud lo obligó a renunciar a la dirección en 1886, y fue cuando Frank Harris se hizo cargo de ella durante ocho años, con gran éxito. Houghton señala que «casi todos los escritores y críticos ingleses de importancia de entonces colaboraron en la revista». Los puntos de vista liberales de Harris llevaron a su reemplazo como editor en 1894 por el veterano W. L. Courtney (1894-1928), quien contó con las colaboraciones de algunos de los gigantes de la literatura de principios del siglo XX, con James Joyce, W. B. Yeats y Ezra Pound a la cabeza. Además de la literatura y la política, la revista también publicó artículos sobre ciencia, especialmente la astronomía, el comportamiento animal y temas de actualidad de biología y de moral. 
El prefacio aforístico de Oscar Wilde a El retrato de Dorian Gray fue publicado en la edición de marzo de 1891; y el ensayo de George Orwell "Bookshop Memories" apareció en noviembre de 1936. Salieron asimismo varias historias de fantasmas de Oliver Onions.
La revista impresa finalmente dejó de publicarse en 1954, incorporándose a la Contemporary Review. En 2009, un grupo de académicos y escritores británicos y estadounidenses, entre ellos el filósofo Anthony O'Hear, director del Royal Institute of Philosophy, comenzó la publicación de un "nuevo ciclo" en línea de la Fortnightly Review, con el objetivo de revivir en Internet la ambición editorial original de Lewes sobre política moderna, literatura, filosofía, ciencia y arte mediante la publicación de trabajos nuevos, a veces acompañados de material de archivo significativo. En asociación con la Universidad de Kansas, donde estudiara el editor Harris, la Fortnightly Review también publica periódicamente el ensayo ganador del Trollope Prize, así como libros y monografías dentro de su colección "Odd Volumes". Los editores actuales son Alan Macfarlane y Denis Boyles.